# Bourgondisch Kanaal
Het Bourgondisch Kanaal, vooral in Nederland gebruikelijk, of Canal de Bourgogne is een kanaal in de Franse regio Bourgondië. Het is een kanaal op spitsenmaat, gabarit Freycinet. Het verbindt Saint-Jean-de-Losne aan de Saône met Migennes aan de Yonne, over de waterscheiding tussen de Atlantische Oceaan en de Middellandse Zee. Het Bourgondisch Kanaal komt door Dijon.
Met de bouw van het kanaal werd in 1775 begonnen. Het werd in 1832 geopend. In 1882 is het kanaal aan de nieuwe maten van de Freycinet aangepast, die de maximale maten van kanalen wilde normaliseren. De meeste kanalen in Frankrijk zijn rond 1880 aangepast aan de nieuwe maten voor schepen van 39 m lang en 5,20 m breed. Het kanaal is 242 km lang, heeft 189 sluizen en verschillende aquaducten. Op het hoogste punt van het kanaal, op 378 meter hoogte bij Pouilly-en-Auxois, werd er een tunnel gebouwd met een lengte van 3333 m.
Door de geringe breedte van het kanaal vaart er met name pleziervaart. Door de tunnel bij Pouilly-en-Auxois vaart eenmaal daags een rondvaartboot die fietsen meeneemt. Langs het kanaal is het mogelijk te fietsen, voor grote delen ook aan beide kanten.
In Dijon ligt het op enkele meters afstand evenwijdig aan het Lac Kir.
De oude trekweg langs het kanaal is ontwikkeld als voie verte, een lange afstand fietspad. Over een groot deel is dit jaagpad nu geasfalteerd.

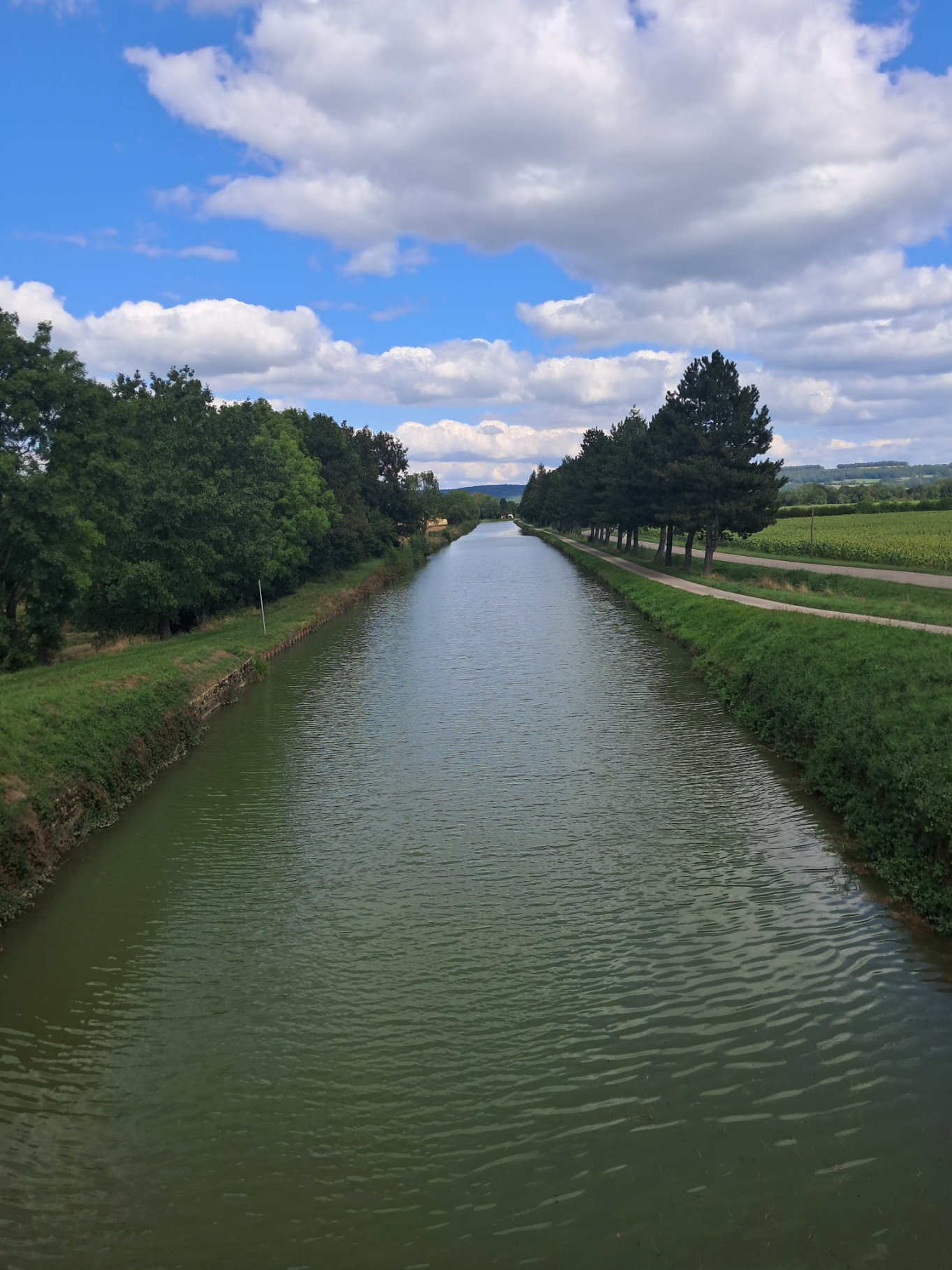
Het kanaal bij Mirigny le Cahouët